# Fabronia sphaerocarpa
Fabronia sphaerocarpa là một loài Rêu trong họ Fabroniaceae. Loài này được Dusén mô tả khoa học đầu tiên năm 1895.